# جيمس هنري ويفر
جيمس هنري ويفر (بالإنجليزية: James Henry Weaver) هو رياضياتي أمريكي، ولد في 10 يونيو 1883، وتوفي في 7 أبريل 1942.